# Mylène Bouchard
Mylène Bouchard, née en 1978 au Lac-Saint-Jean, est une écrivaine et éditrice québécoise.

## Biographie
Mylène Bouchard est née en 1978 au Lac-Saint-Jean.
En 2006, elle cofonde, avec Simon Philippe Turcot, la maison d'édition La Peuplade, basée à Chicoutimi, où elle est également directrice littéraire,. La Peuplade s'intéresse à la littérature francophone, ainsi que celle des pays nordiques.
Elle y fait paraitre ses trois romans. À travers l'écriture de Bouchard, on retrouve une « réflexion sur le sentiment amoureux qui évolue d’une publication à l’autre, afin de dévoiler une chorale de personnages aux âges différents et aux trajectoires mouvantes ».
Son premier roman, Ma guerre sera avec toi, parait en 2006, « roman de l’intime  [qui] porte le spectre [d'un] amour naissant laissé à Montréal » est inspiré de son départ pour Beyrouth pour faire de la coopération internationale.
La garçonnière, parait en 2009, est un « roman de l’amour impossible et de la rupture impossible » où « deux jeunes adultes découvrent le Refus global. À la vue des toiles automatistes de Riopelle, Borduas, Barbeau ou Gauvreau, tout un pan de l’histoire s’ouvre à eux »,.
Elle publie son troisième roman, L'imparfaite amitié, en 2017, récit mettant en scène une mère qui lègue une boite mystérieuse à sa fille: « Un coffre rempli de lettres à des amours perdus, de carnets de notes et de missives à Sabine, sa fille, afin de lui expliquer qui elle est. Amanda dévoile son archéologie personnelle, une réflexion sur le parcours qui la mène de L’Isle-aux-Coudres à Prague », et qui lui vaut d'être finaliste aux Prix littéraires du Gouverneur général,.
En 2013 elle fait paraitre un recueil de nouvelles, Ciel mon mari, chez La Peuplade. L'année suivante, elle publie un essai, Faire l'amour : Shakespeare, Tolstoï et Kundera aux éditions Nota bene. C'est en 2019 qu'elle fait paraître un premier recueil de poésie chez Mémoire d'encrier, Les décalages contraires, recueil qui « invite au voyage et à "prendre le pouls de l’amour" ».
Bouchard a collaboré à plusieurs revues dont Zinc, XYZ, Moebius, Relations et Zone occupée.

## Œuvres

### Poésie
- Les décalages contraires, Montréal, Mémoire d'encrier, 2019, 151 p.  (ISBN 9782897126391)
- Les étoiles se sont rapprochées, Montréal, Mémoire d'encrier, 2024, 195 p.  (ISBN 9782897129699)

### Romans
- Ma guerre sera avec toi, Taillon, La Peuplade, 2006, 135 p.  (ISBN 2-923530-00-4)
- La garçonnière, Saint-Fulgence, La Peuplade, 2009, 195 p.  (ISBN 9782923530130)
- L'imparfaite amitié, Chichoutimi, La Peuplade, 2017, 377 p. (ISBN 9782924519394)

### Nouvelles
- Ciel mon mari, Chicoutimi, La Peuplade, 2013, 144 p.  (ISBN 9782923530543)

### Essais
- Faire l'amour : Shakespeare, Tolstoï et Kundera, Montréal, Éditions Nota bene, 2014, 151 p.  (ISBN 9782895184874)

## Prix et honneurs
- 2017 - Finaliste aux Prix littéraires du Gouverneur général pour L'imparfaite amitié[6]